# 威厳
| ウィキペディアには「威厳」という見出しの百科事典記事はありません（タイトルに「威厳」を含むページの一覧/「威厳」で始まるページの一覧）。 代わりにウィクショナリーのページ「威厳」が役に立つかもしれません。 |